# WASP-6
WASP-6, TOI-231 — одиночная звезда в созвездии Водолея на расстоянии приблизительно 652 световых лет (около 200 парсек) от Солнца. Видимая звёздная величина звезды — +11,91m. Возраст звезды оценивается как около 11 млрд лет.
Вокруг звезды обращается, как минимум, одна планета.

## Характеристики
WASP-6 — жёлтый карлик спектрального класса G8V. Масса — около 0,888 солнечной, радиус — около 0,81 солнечного, светимость — около 0,492 солнечной. Эффективная температура — около 5391 К.

## Планетная система
В 2008 году группой астрономов, работающих в рамках программы SuperWASP, было объявлено об открытии планеты WASP-6 b. Это горячий газовый гигант, имеющий эффективную температуру 1194 кельвин. Его масса и радиус равны 0,50 и 1,22 юпитерианских соответственно. Полный оборот вокруг родительской звезды планета совершает за 3,36 суток. Открытие планеты было совершено транзитным методом.